# Pletna
|  |

Une pletna est un bateau en bois à fond plat, un moyen de transport traditionnel vers l'île de Bled (Haute-Carniole, Slovénie). Le mot pletna est un emprunt au bavarois Plätten (« plate, bateau à fond plat »). Les premières pletnas attestées avec certitude datent de 1590, mais elles pourraient avoir été utilisées sur le lac de Bled dès 1150.
De forme similaire aux gondoles vénitiennes, les pletnas peuvent accueillir 20 passagers. Les bateaux actuels sont toujours fabriqués à la main, et sont reconnaissables à leurs auvents colorés. Le rameur d'une pletna utilise la technique du stehrudder pour propulser et faire naviguer les bateaux sur le lac à l'aide de deux rames. En 1740, Marie-Thérèse d'Autriche accorda à 22 familles locales le droit exclusif de transporter les pèlerins à travers le lac pour qu'ils aillent prier sur l'île. Aujourd'hui encore la profession est restreinte, et de nombreux rameurs descendent directement des 22 familles originales.